# 4621 Tambov
4621 Tambov este un asteroid din centura principală, descoperit pe 27 august 1979 de Nikolai Cernîh.